# 代西奧
代西奧（義大利語：Desio，米蘭語：Desii），意大利蒙扎和布里安扎省的一個市镇。1277年，維斯孔蒂家族與德拉·托雷家族曾經就米蘭的管轄權在此開戰。此處亦是已故教宗庇護十一世和意甲守門員馬爾科·斯波爾蒂耶洛的出生地。